# Казанская (Краснодарский край)
Каза́нская — станица в Кавказском районе Краснодарского края.
Административный центр Казанского сельского поселения.

## География
Расположена на высоком правом берегу реки Кубань в 8 км западнее города Кропоткина, в 130 км северо-восточнее Краснодара.
Железнодорожная станция на ветке «Краснодар—Кропоткин (станция Милованово)», пригородные поезда.

## История
Станица Казанская основана в 1802 году. На Кубанскую пограничную линию переселялось по утверждённому императором Павлом I решению Правительствующего Сената Екатеринославское казачье войско: на месте Казанского редута осело 223 семьи.
Станица входила в Кавказский отдел Кубанской области.
Название своё станица получила по наименованию Казанского полка Кавказской армии, который первоначально был расквартирован в редуте, построенном на месте будущей станицы (где-то между 1788 по 1791). Станица Кавказская основана в 1803—1804 годах переселёнными на Кубань донскими казаками в составе Линейного казачьего войска.

## Население
| 1939    | 1959    | 1979    | 2002    | 2010    | 2012    | 2013    |
| ------- | ------- | ------- | ------- | ------- | ------- | ------- |
| 6568    | ↗7282   | ↗10 048 | ↗10 656 | ↗10 991 | ↗10 995 | ↗11 093 |
| 2014    | 2015    | 2016    | 2017    | 2018    | 2019    | 2020    |
| ↗11 194 | ↗11 329 | ↘11 328 | ↘11 323 | ↘11 284 | ↘11 209 | ↘11 179 |
| 2021    | 2023    |         |         |         |         |         |
| ↗11 234 | ↘11 170 |         |         |         |         |         |